# Конан Греј
Конан Ли Греј (енгл. Conan Lee Gray; Лемон Гроув, 5. децембар 1998) амерички је певач и текстописац. Као тинејџер је почео објављивати влогове, обраде и оригиналне песме за YouTube. Издао је три студијска албума, Kid Krow (2020), Superache (2022) и Found Heaven (2024).

## Биографија
Рођен је 5. децембра 1998. године у Лемон Гроуву. Отац му је Ирац, а мајка Јапанка. Као дете, преселио се са породицом у Хирошиму, јер је његовом деди била потребна медицинска нега након што му је дијагностикован рак.
Након што му је деда преминуо, породица се вратила у Калифорнију. Тинејџерске године је провео у Џорџтауну, а сам живот у Тексасу је утицао на стил писања песама. У септембру 2017. уписао је Универзитет у Калифорнији и преселио се у Лос Анђелес. Међутим, исписао се два месеца касније након што је склопио уговор с дискографском кућом Republic Records.

## Дискографија
- (2020)
- (2022)
- (2024)